# Gronów (województwo dolnośląskie)
Gronów – wieś w Polsce położona w województwie dolnośląskim, w powiecie zgorzeleckim, w gminie Zgorzelec.

## Położenie
Gronów to wieś o długości około 0,9 km, leżąca na Pogórzu Izerskim, na skraju Równiny Zgorzeleckiej, nad Zareckim Potokiem, na wysokości około 210–230 m n.p.m.

## Podział administracyjny
W latach 1954–1959 wieś należała i była siedzibą władz gromady Gronów, po jej zniesieniu w gromadzie Żarska Wieś. W latach 1975–1998 miejscowość administracyjnie należała do województwa jeleniogórskiego.

## Historia
Gronów został założony prawdopodobnie w drugiej połowie XIII wieku.

## Nazwa
W 1282 roku jest wzmiankowany jako Grunow, później nazywany jest Gruna, a po wojnie – Grody.

## Zabytki
Do wojewódzkiego rejestru zabytków wpisane są:
- kościół ewangelicki, obecnie rzymskokatolicki filialny pw. Najświętszej Marii Panny, z 1801 r.
- zespół pałacowy:
  - pałac, z XVIII w., przebudowany w początkach XIX w., 1920 r.
  - park, z XVIII-XX w.

Inne zabytki:
- tablica na murze okalającym kościół, ku pamięci poległych podczas I wojny światowej mieszkańców Gronowa

## Droga świętego Jakuba
Przez wieś przebiega Dolnośląska Droga św. Jakuba odcinek szlaku pielgrzymkowego do grobu św. Jakuba w Santiago de Compostela w Hiszpanii.